# Københavns Lufthavn
Københavns Lufthavn, Kastrup (IATA: CPH, ICAO: EKCH) er den største lufthavn i Danmark. Takket være sine mange internationale ruter servicerer den foruden København, Sjælland og Øresundsregionen også store dele af Sydsverige.
Lufthavnen blev grundlagt i 1925 som Kastrup Lufthavn og er dermed blandt de ældste internationale lufthavne i Europa. Den er primært beliggende i Tårnby Kommune på Amager (en mindre del ligger i Dragør Kommune), otte kilometer sydøst for Københavns centrum. Det officielle navn er fortsat Københavns Lufthavn, Kastrup, som adskiller den fra Roskilde Lufthavn, hvis officielle navn er Københavns Lufthavn, Roskilde.
Lufthavnens areal udgør cirka 11,8 km².
I 2018 satte lufthavnen rekord med 30,3 millioner passagerer, heraf 28,7 millioner udenrigspassagerer. Med sine 23.000 ansatte på én adresse er lufthavnen Danmarks største arbejdsplads. Det er dog kun omkring 2.500, der er ansat i Københavns Lufthavne A/S; resten er beskæftiget i andre af de cirka 500 virksomheder, der driver forretning i lufthavnen
SAS anvender Københavns Lufthavn som sin primære lufthavn for international trafik, ligesom den også fungerer som hub for Jet Time, og Norwegian. Yderligere 64 flyselskaber flyver fra lufthavnen
I dag består lufthavnen af to terminaler: Terminal 2 og 3, samt lavsprisfaciliteten CPH Go i forlængelse af terminal 3. Rygning er forbudt overalt i lufthavnen, dog er der et rygerum hvor passagerer kan ryge.
I 2015 begyndte flyselskabet Emirates ruteflyvning med verdens største passagerfly, Airbus A380, der flyver mellem København og Dubai.
Flyselskaber og de rejsende betjenes i dag (2019) af fire handlingsselskaber: Menzies Aviation, Aviator Airport Services, Copenhagen Flight Services (CFS) samt SAS Ground Handling (SGH).

## Historie
Flyvning omkring København fandt oprindelig sted fra Kløvermarken, hvor militæret også havde flyvninger. Dog var flyvepladsen for lille og for tæt på beboelse i tilfælde af uheld, så to andre steder blev udpeget. Det ene ved Lundtofte nord for København og det andet ved Avedørelejren, der blev benyttet af Marinens flyveskole. Landingsbanen i Avedøre var dog for dårlig, så i 1920 købte man 310 hektar ved Kastrup til en ny flyveplads, som hurtigt blev etableret. Men flyvepladsen i Kastrup kom først i brug for Marinens Flyvevæsen i 1923. I 1925 blev det besluttet, at flytte Marinen Flyvevæsen ud af Kastrup Flyveplads, der herefter udelukkende blev benyttet til civil luftfart.
Udviklingen i lufttrafikken muliggjorde oprettelsen af en egentlig lufthavn. Københavns Lufthavn blev officielt indviet den 20. april 1925. og havde det første år 2.298 starter og landinger. Den oprindelige terminalbygning "Træslottet" blev i 1939 erstattet af en ny terminal tegnet af arkitekt Vilhelm Lauritzen, hvorefter navnet blev ændret fra Kastrup Lufthavn til Københavns Lufthavn. Den fredede bygning blev 17.-19. september 1999 flyttet 3,8 kilometer til lufthavnens vestlige område for at gøre plads til nye udvidelser mod øst. I tilknytning til den nye placering har man genopført en hangar i træ.

## Udvidelsesplaner 2017
I januar 2017 påbegyndtes et mangeårigt arbejde med at udvide lufthavnen, så kapaciteten blev øget til 40 mio passagerer årligt. Udvidelsen er budgetteret til 20 mia kr. En ny E-finger med syv gates var en del af projektet, hvis første del blev færdiggjort i 2019.

## Terminaler

### Terminal 1
Terminal 1, opført 1969, består af syv sammenbyggede pavilloner og kaldes derfor også "De syv små hjem". Nyeste tilbygning hertil, Hal 6, tegnet af KHR arkitekter, blev indviet i 1989. Udvides med ny tilgang til de andre terminaler, som blev åbnet i oktober 2006. For at lette transfer mellem inden- og udenrigsfly blev Terminal 1 nedlagt i marts 2015. Indenrigstrafik foregår herefter fra lufthavnens øvrige terminaler.

### Terminal 2
Terminal 2 blev indviet den 30. april 1960 (ibrugtaget den 5. juli samme år) og fungerede udelukkende som udenrigsterminal for samtlige flyafgange fra Københavns Lufthavn indtil 1999, hvor Terminal 3 blev indviet. I forbindelse med opførelsen af Terminal 2, fik Københavns Lufthavn også vartegnet De fire Vinde.

### Terminal 3
Lufthavnens nyeste terminal, Terminal 3, blev opført i 1998. Udover at være flyterminal, fungerer den også som jernbanestation for fjerntogsrejsende, der skal andre steder hen i Danmark eller til Sverige via Øresundsbroen. I 1999 blev Hanne Varmings skulptur Pigerne i lufthavnen opstillet i terminalen. Siden oktober 2007 har det også været muligt at køre med Metroen til Terminal 3, der har endestation i den nordlige ende af terminalen, der føres af Københavns Lufthavn selv. Terminal 3 bruges som primærterminal af SAS og de fleste andre selskaber, der handles af SAS Ground Handling, mens andre udenrigsflyvninger foregår fra Terminal 2.
Både den vingeformede ankomstbygning og Hilton Copenhagen Airport Hotel (2001) er tegnet af Vilhelm Lauritzen. Arkitektfirmaet Holm & Grut A/S står bag Finger A (1995) og Finger C (2001). For 250 mio. kr. udbygges Finger C med to jetbroer så de største passagerfly som fx Airbus A380 kan anvende lufthavnen.
Det nye kontroltårn er opført for Naviair af et konsortium bestående af Vilhelm Lauritzen A/S, rådgivende ingeniører Moe og Brødsgaard, samt entreprenørfirmaet E. Pihl & Søn. Tårnet blev taget i operationel brug den 29. december 2007.

### CPH Go
I oktober 2008 offentliggjorde Københavns Lufthavne A/S, at man for at tiltrække flere lavprisselskaber og tilbyde billigere billetter ville opføre endnu en lavprisfacilitet, kaldet CPH Swift. Byggeriet skulle opføres i forlængelse af Finger D og ville i første omgang have en kapacitet på 6 mio. passagerer. Faciliteten blev tegnet af Vilhelm Lauritzen Arkitekter, og blev indviet den 31. oktober 2010. Navnet blev inden færdiggørelsen af byggeriet ændret til CPH Go.
CPH Go kaldes fejlagtigt en "terminal", men er fællesbetegnelsen for de 10 nye gates (F1-F10). Lufthavnens intention er at flyene skal have en minimal turnaround-tid ved disse gates.
Check-in til afgangene fra CPH Go foregår i Terminal 2.
Opførelsen af CPH Go vakte kritik fra nogle af de større flyselskaber, blandt andet fordi den ikke rummede mulighed for transfer og dermed kun kunne anvendes af fly, der udgik fra København. Konkurrencerådet pålagde i 2011 Københavns Lufthavn at åbne for transfertrafik i CPH Go.
CPH Go anvendes af easyJet, Transavia, Wizz Air og Ryanair.

### Fragtselskaber
| Flyselskaber                  | Destinationer                                               |
| ----------------------------- | ----------------------------------------------------------- |
| Air China Cargo               | Beijing-Capital, Paris-Charles de Gaulle, Shanghai-Pudong   |
| China Cargo Airlines          | Shanghai-Pudong                                             |
| DHL Aviation                  | East Midlands, Leipzig/Halle                                |
| DHL Aviation opereret af Exin | Stavanger                                                   |
| FedEx Express                 | Helsinki-Vantaa, Stockholm-Arlanda, Paris-Charles de Gaulle |
| Korean Air Cargo              | Seoul-Incheon                                               |
| Singapore Airlines Cargo      | Chennai, Singapore                                          |

## Destinationer og flyselskaber
Flyselskaber der opererer i Kastrup i December 2021
| Flyselskaber                   | Destinationer |
| ------------------------------ | --- |
| Aegean Airlines                | Athens |
| Aeroflot                       | Moscow–Sheremetyevo |
| Air Canada                     | Toronto–Pearson |
| Air China                      | Beijing–Capital |
| Air France                     | Paris–Charles de Gaulle |
| Air Greenland                  | Kangerlussuaq |
| Air Serbia                     | Belgrade |
| airBaltic                      | Riga, Tallinn, Tampere |
| Alsie Express                  | Sønderborg |
| AnadoluJet                     | Istanbul–Sabiha Gökçen Seasonal: Ankara, Konya |
| Atlantic Airways               | Vágar |
| Austrian Airlines              | Vienna |
| Blue Air                       | Bucharest |
| British Airways                | London–Heathrow |
| Brussels Airlines              | Brussels |
| Corendon Airlines              | Seasonal: Antalya , Bodrum, Chania, Dalaman , Gazipaşa , Gran Canaira , Heraklion , Ibiza , İzmir , Konya , Kos , Palma de Mallorca , Rhodes , Tenerife–South Seasonal charter: Hurghada, Sharm El Sheikh |
| Croatia Airlines               | Zagreb |
| Czech Airlines                 | Prague |
| DAT                            | Aalborg, Bornholm, Midtjylland |
| Delta Air Lines                | Seasonal: New York–JFK |
| easyJet                        | Amsterdam, Basel/Mulhouse, Berlin, Bristol, Edinburgh, Geneva, London–Gatwick, Lyon, Manchester, Milan–Malpensa, Paris–Charles de Gaulle Seasonal: Málaga, Palma de Mallorca |
| EgyptAir                       | Cairo |
| Emirates                       | Dubai–International |
| Eurowings                      | Düsseldorf, Prague, Stockholm–Arlanda |
| Finnair                        | Helsinki |
| Flyr                           | Oslo |
| Iberia Express                 | Madrid |
| Icelandair                     | Reykjavík–Keflavík |
| KLM                            | Amsterdam |
| LOT Polish Airlines            | Warsaw–Chopin |
| Lufthansa                      | Frankfurt, Munich |
| Luxair                         | Luxembourg |
| Middle East Airlines           | Beirut |
| Norwegian Air Shuttle          | Aalborg, Alicante, Amsterdam, Barcelona, Bergen, Berlin, Budapest, Dublin, Edinburgh, Gdańsk, Gran Canaria, Helsinki, Kraków, Lisbon, London–Gatwick, Málaga, Munich, Nice, Oslo, Palanga, Palma de Mallorca, Paris–Charles de Gaulle, Pisa, Poznań, Riga, Rome–Fiumicino, Stavanger, Stockholm–Arlanda, Szczecin, Tel Aviv, Venice Seasonal: Athens, Bastia, Burgas, Catania, Chania, Dubrovnik, Faro, Kos , Malta, Montpellier, Olbia, Rhodes , Santorini, Sarajevo, Split, Varna |
| Pegasus Airlines               | Istanbul–Sabiha Gökcen |
| PLAY                           | Reykjavík–Keflavík |
| Qatar Airways                  | Doha |
| Ryanair                        | Alicante, Bergamo, Bologna, Bratislava, Budapest, Charleroi, Cologne/Bonn, Dublin, Edinburgh, Gdańsk, Kaunas, Kraków, Liverpool, London–Stansted, Madrid, Málaga, Manchester, Porto, Prague, Rome–Fiumicino, Turin Seasonal: Naples, Palma de Mallorca, Thessaloniki |
| Scandinavian Airlines          | Aalborg, Aarhus, Aberdeen, Alicante, Amsterdam, Athens, Barcelona, Beijing–Capital, Bergen, Berlin, Billund, Birmingham, Bologna, Boston, Brussels, Chicago–O'Hare, Dublin, Düsseldorf, Faro, Frankfurt, Gazipaşa, Gdańsk, Geneva, Gothenburg, Hamburg, Hannover, Helsinki, Krakow, London–Heathrow, Los Angeles, Málaga, Manchester, Miami, Milan–Malpensa, Munich, Newark, Nice, Oslo, Palanga, Palma de Mallorca, Paris–Charles de Gaulle, Poznań, Reykjavík–Keflavík, Rome–Fiumicino, San Francisco, Shanghai–Pudong, Stavanger, Stockholm–Arlanda, Stuttgart, Tallinn, Tokyo–Haneda, Trondheim, Vagar, Vilnius, Warsaw–Chopin, Washington–Dulles, Wrocław, Zurich Seasonal: Bari, Biarritz, Chania, Dubrovnik, Edinburgh, Firenze, Gran Canaria, Lisbon, Montpellier, Naples, Olbia, Palermo, Pisa, Prague, Pula, Rhodes, Sälen-Trysil, Split, Thessaloniki, Tivat, Tromsø, Venice |
| Singapore Airlines             | Rome–Fiumicino, Singapore |
| SkyAlps                        | Seasonal: Bolzano |
| SunClass Airlines              | Charter: Gran Canaria, Tenerife–South Seasonal charter: Antalya, Banjul, Chania, Funchal, Gazipaşa, Heraklion, Kos, Larnaca, Palma de Mallorca, Preveza/Lefkada, Rhodes, Sal, Skiathos, Varna |
| SunExpress                     | Seasonal: Dalaman, Izmir, Konya |
| Swiss International Air Lines  | Zurich |
| TAP Air Portugal               | Lisbon |
| Thai Airways                   | Bangkok–Suvarnabhumi Seasonal: Phuket |
| Transavia                      | Eindhoven |
| TUI Airways                    | Seasonal charter: Cancún, Krabi, Phuket, |
| TUIfly Nordic                  | Seasonal charter: Boa Vista, Sal |
| Turkish Airlines               | Istanbul |
| Ukraine International Airlines | Kyiv–Boryspil |
| Vueling                        | Barcelona, Gran Canaria, Paris–Charles de Gaulle, Paris–Orly Seasonal: Alicante, Málaga, Palma de Mallorca, Firenze |
| Widerøe                        | Kristiansand, Sandefjord |
| Wizz Air                       | Bucharest, Kyiv–Zhuliany, Larnaca, Sankt Petersborg, Sarajevo, Skopje, Sofia |

## Statistik

### Top 10 destinationer i 2024
| %        | Nr | Destination | Passagerer |
| -------- | -- | ----------- | ---------- |
| -        | 1  | London      | 1,881,775  |
| -        | 2  | Oslo        | 1,378,075  |
| -        | 3  | Stockholm   | 1,294,489  |
| -        | 4  | Amsterdam   | 1,159,587  |
| -        | 5  | Paris       | 1,001,742  |
| Stigning | 6  | Istanbul    | 681,110    |
| Fald     | 7  | Aalborg     | 753,074    |
| Stigning | 8  | Wien        | 566,674    |
| Stigning | 9  | Milano      | 654,914    |
| Fald     | 10 | Frankfurt   | 532,816    |

## Ejerskab
Lufthavnen ejes af det børsnoterede selskab Københavns Lufthavne A/S, der også ejer Roskilde Lufthavn.
Københavns Lufthavne A/S har i alt 4.449 aktionærer. 59,4 procent af aktierne ejes af Copenhagen Airports Denmark ApS, 39,2 procent af den danske stat, 1,3 procent af danske, private og institutionelle investorer, mens udenlandske, private og institutionelle investorer ejer 0,1 procent. Copenhagen Airports Denmark ApS ejes af den canadiske pensionsfond The Ontario Teachers’ Pension Plan og Arbejdsmarkedets Tillægspension.

## Banesystem
Lufthavnen har to parallelle baner; 22L/04R (2994 m, 220° (sydvestlig)/40° (nordøstlig)) og 22R/04L (3295 m, 220°/40°) samt den tværgående bane 12/30 (2360 m der må bruges ellers er den omkring 400 m længere i den nordvestlige ende, 122° (sydøstlig)/302° (nordvestlig)). Alle er udrustet med ILS, men bane 22 L har ILS-CAT III, hvor flyvere (med tilsvarende udstyr) kan lande med 0 meters sigtforhold, hvis det ikke blæser. Bane 12 bruges så lidt som mulig, da indflyvningen (de sidste to-tre minutter i lav højde lige før landing) til denne bane går over det sydvestlige København. Fra de andre tre retninger (40°, 122° og 302°) er indflyvningen fra Øresund. Fly skal både starte og lande i modvind, og hvis der er "normal" vindretning fra sydvest vil piloterne lande på bane 22 L og samtidigt bruges bane 22 R for starter. Dette system er meget effektivt og fx Heathrow har kun to parallelle baner. Kastrup er en forholdsvis sikker lufthavn, nær ved havniveau og uden bjerge eller meget høje huse ved indflyvningerne. Lufthavnen udvidede i 2015 bane 04R/22L så den kan modtage Airbus A380. Rutefart med A380 startede 1. december 2015.

## Fugle og fly
Kombinationen af fugle og fly resulterer i gentagne tilfælde af kollisioner (betegnet bird strikes) af ofte mindre omfang, som dog i enkelte tilfælde indebærer efterfølgende nødlanding (evt. efter at flyene forinden er tvunget til at kaste store mængder brændstof over havområder). Forekomsten af store fuglebestande i flere vådområder i nærheden af Københavns Lufthavn medfører en konstant årvågenhed fra lufthavnens korps af mågejægere kombineret med forskellige former for aktiv indsats. Beliggenheden af eksempelvis Saltholm, som er et af nærområdets største og mest betydningsfulde fuglereservater har resulteret i anvendelse af en regulering af specielt mågebestanden på Saltholm siden midten af 1970'erne.

## Transport til og fra lufthavnen

### Metro
Siden 2007 har lufthavnen været betjent af Københavns Metro. Fra lufthavnens metrostation - der er placeret i tilknytning til Terminal 3 - er der 13 min. rejse til Kongens Nytorv med metrolinje M2. Stationen betjenes døgnet rundt. I dagtimerne er der afgang hvert 4-6 minut, mens der om natten afgange hvert 15-20 minut.

### Tog
Lufthavnen betjenes af Københavns Lufthavn Kastrup Station på Øresundsbanen, der er beliggende under Terminal 3. Stationen blev indviet i 1998. Stationen betjenes af DSB og SJ.

### Bus
Movia betjener lufthavnen med linje 5C hver 12.-13. minut fra et stoppested uden for Terminal 3. Dertil driver en række selskaber fjernbustransport til og fra lufthavnen - til både Sverige og Danmark.

### Taxi
Taxiselskaberne betjener Københavns Lufthavns rejsende fra et særligt område umiddelbart ud for Terminal 3. Afsætning kan dog også ske ved Terminal 2.
Københavns Lufthavn driver et særligt trafikledelsessystem, der skal sikre, at taxikørslen omkring lufthavnen fungerer bedst muligt. Idet taxiselskaberne betaler for systemet, tager nogle af dem ekstra for at køre fra lufthavnen for at dække udgiften ind.
Taxiholdepladsen ved Terminal 3 er Danmarks største, og der afvikles dagligt op mod 6.000 ture til og fra lufthavnen.

### Bil
Lufthavnen er beliggende lige syd for Øresundsmotorvejen (E20) og betjenes af tre til- og frakørselsanlæg - 15, 16 og 17. Der er mulighed for parkering ved lufthavnen.

## Shoppingcenter
Københavns Lufthavns Shoppingcenter blev etableret i 1986 i forbindelse med udvidelsen og moderniseringen af transithallen og var dermed det første egentlige Lufthavns-shoppingcenter i verden. Centeret ligger i Lufthavnens terminaler i området både før og efter sikkerhedskontrollen og består af mere end 120 butikker, herunder toldfri butikker og spisesteder.
Københavns Lufthavn har 5 år i træk vundet prisen for at have det bedste shoppingcenter blandt Europas Lufthavne af den internationale undersøgelse Airport Service Quality (ASQ), der måler passagerernes holdning til de europæiske lufthavnes services.